# Czarny Birkut
Czarny Birkut (ros. Чёрный беркут) – potoczna nazwa rosyjskiej kolonii karnej IK-56 (Исправительная колония номер 56), położonej w odległości 40 km od miasta Iwdel, w obwodzie swierdłowskim.

## Historia obiektu
W 1935 w rejonie przysiółka Łozwiński, położonego ok. 40 km od miasta Iwdel zbudowano jeden z obozów pracy Gułagu. W latach 50. obóz przekształcono w kolonię karną przeznaczoną dla 500 więźniów skazanych na karę śmierci lub odsiadujących najwyższe wyroki. Nazwa obozu pochodzi od betonowej rzeźby, umieszczonej przy obozowej fontannie, autorstwa jednego z osadzonych Chabasa Zakurajewa, który odbywał karę 25 lat więzienia za zabójstwo.

## Organizacja więzienia
Czarny Birkut jest podzielony na dwie części – w jednej odbywają karę więźniowie skazani na 20-25 lat więzienia, w drugiej części więźniowie odbywający karę dożywocia. Więźniowie odbywają karę w celach pojedynczych, część w celach 2-3 osobowych. W nocy więźniowie mogą spać tylko przy zapalonym świetle. Na drzwiach każdej z cel znajduje się tabliczka z informacją na temat zbrodni, której dopuścił się więzień, długości wyroku i wieku więźnia. Część więźniów pracuje w warsztacie obróbki drewna, więźniowie uznani za szczególnie niebezpiecznych nie mogą pracować. Spacery w więzieniu odbywają się w zamkniętym pomieszczeniu. W 2006 na terenie kolonii została wzniesiona drewniana cerkiew pod wezwaniem świętej Nonny, w której nabożeństwa dla więźniów raz w miesiącu odprawiał duchowny z Siewierouralska.
Od 1986 naczelnikiem kolonii był płk Subchan Subchanowicz Dadaszow. W 2013 w kolonii odbywało karę 252 osoby, z czego 82 skazanych na karę dożywotniego więzienia. W 2019 kolonia została zamknięta, oficjalnie z powodu pogarszających się warunków odbywania kary.